# Quint Marci Barea Sura
Quint Marci Barea Sura (Quintus Marcius Barea Sura) va ser un senador romà del segle I.
Sura era membre de la gens Màrcia, i fill del cònsol sufecte Quint Marci Barea Sorà. El seu germà va ser el cònsol sufecte Quint Marci Barea Sorà. Sura va ser el pare de Màrcia Furnil·la, la darrera esposa de Tit, i l'avi maternal de Trajà a través de la seua altra filla Màrcia. La seua esposa va ser Antònia Furnil·la.